# Іпрська битва (1915)
Іпрська битва (1915) або Друга Іпрська битва (англ. Second Battle of Ypres) (22 квітня — 25 травня 1915) — друга за відліком битва союзних військ Антанти з німецькою армією за контроль над стратегічно важливим фламандським містом Іпр у Західній Бельгії. Битва відома першим масштабним застосуванням бойових отруйних речовин на Західному фронті, в битві вперше після Болімовської битви німцями активно застосовувалася хімічна зброя. Проте, німецькій армії на чолі з герцогом Альбрехтом Вюртемберзьким не вдалося розвинути початковий успіх.
У битві вперше брали участь канадські війська (1-ша канадська піхотна дивізія), що завдали поразки німецьким військам у боях під Сен-Жульєном та у Кітченерівському лісі.
Друга Іпрська битва складалася з серії з наступних боїв:
- Бій біля Гравенштафеля: 22-23 квітня 1915
- Бій за Сен-Жульєн: 24 квітня-4 травня 1915
- Бій за Фрезенберг: 8-13 травня 1915
- Перший бій за Беллеварде,: 24-25 травня 1915

В ході боїв у травні німцям вдалося просунутися на незначну відстань, але головне завдання — прорив фронту і захоплення Іпра — виконано не було. Попри застосування бойової отруйної речовини німці не досягли бажаного успіху. Але цей момент став початком масового застосування хімічних засобів боротьби воюючими державами.